# Астраханський заповідник
Астраха́нський ордена Трудового Червоного Прапора державний природний біосферний заповідник (рос. Астраханский ордена Трудового Красного Знамени государственный природный биосферный заповедник) — Російський природний біосферний заповідник, розташований в нижній течії річки Волга на території Астраханської області Південного федерального округу.

## Географія

### Рельєф
Заповідник розташований у межах нижньої зони дельти та мілководної пригирлової ділянки Волги, які включають в себе 3 зони: нижню, култучну та авандельтову.
Нижня зона представлена сильно роздрібненою мережею рукавів, чергуванням ділянок розгалуження і з'єднання русел та активним водним перерозподілом між ними. Тут виділяються області відносно підвищеного та зниженого рельєфу. Пониження представлені улоговинами уздовж русел рукавів, численними дрібними зниженнями, зайнятими ільменями та старицями. До підвищень відносяться прируслові вали уздовж рукавів висотою 1,5-2 м на півночі та 0,4-0,7 м на півдні, а також алювіальні гриви (колишні гирлові коси) висотою до 2 м та морські гриви (колишні морські острови).
Култучна зона — наймолодший та динамічний район дельти. Тут під дією акумулятивних процесів проходить формування сучасного рельєфу. Наявні просторі мілководдя, які поросли надводною та підводної рослинністю, відкриті та ізольовані затоки (култуки).
В авандельті наявні мілководні частини передгирлової ділянки з глибинами до 1,5-2,5 м при рівні моря −27 м, протяжність яких становить 35-50 км. Вони являють собою широкі, слабко нахилені у бік моря, платформи. Плаский рельєф цієї частини складений численними мілинами та островами, природними борознами, штучними каналами та відвалами ґрунту уздовж їхніх берегів. На цих мілководдях проходить повільний стік річкової води, внаслідок чого зона змішування прісної та солоної води віддалена на десятки кілометрів від дельти.

### Клімат
Клімат заповідника формується під дією азійського антициклону. Сумарність сонячного сяяння становить 2400 годин за рік, сумарна кількість радіації досягає 118 ккал\см². Сума температур повітря вище +10 °C становить 3500-3600 °C. Теплий період становить понад 250 днів. В середньому за рік випадає 180–200 мм опадів, головним чином влітку у вигляді злив. Загальна річна випаровуваність становить 1177 мм. Всі ці фактори визначають сухість повітря та ґрунтів, призводять до частих посух. Вплив на клімат з боку Каспійського моря проявляється у підвищенні нічних температур повітря на 1-2 °C у порівнянні з денними. Повітря також на 10-14% вологіше, аніж на іншій території дельти. Внаслідок цього безморозний період довший на 15-30 днів.

### Ґрунти
Ґрунтоутворення проходить на сучасних алювіальних відкладах різного гранулометричного складу. Ґрунти заповідника представлені алювіальними лучними насиченими, алювіальними лучними карбонатними, алювіальними лучно-болотними, алювіальними болотними муловато-перегноє-глеєвими типами, а також солончаками гідроморфними. Засолені ґрунти, включаючи солончаки, поширені на відносно старих дельтових островах на півночі заповідника.

## Мета

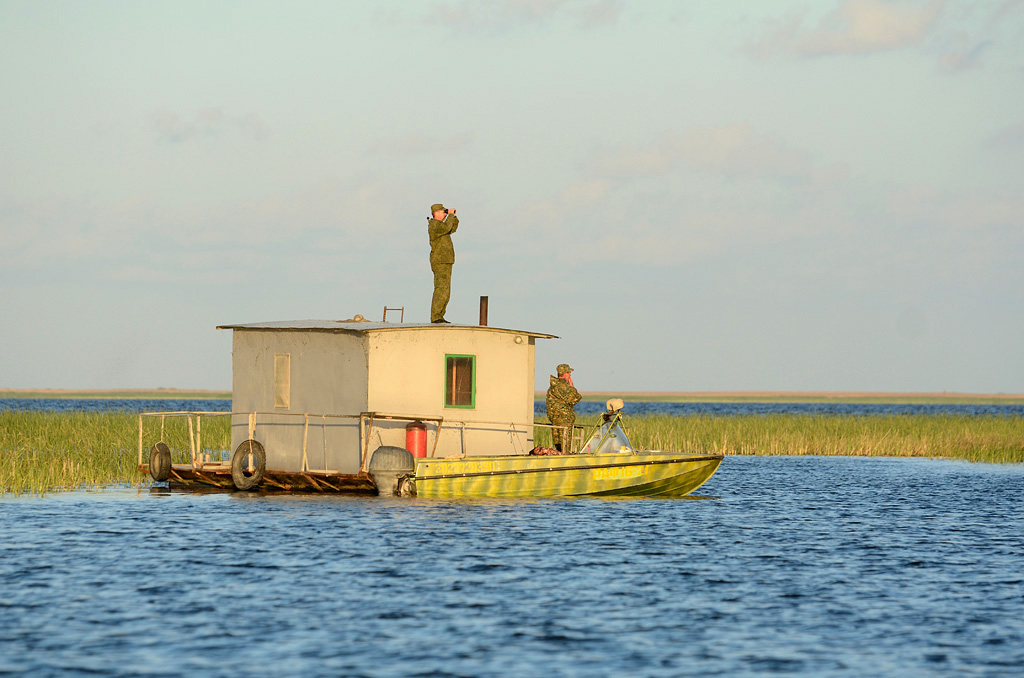
Брандвахта

Метою створення заповідника була охорона, збереження, накопичення та вивчення природних комплексів і ресурсів та генетичних фондів дельти Волги, однієї з найбільших дельт світу, та узбережжя Каспійського моря. Іншими задачами існування заповідника є дослідження динаміки дельтоутворення та життя її ценозів з метою використання природних виробничих сил дельти та охорони місць гніздування і перельоту водоплавних птахів, рибних нерестовищ та ям, а також рідкісних видів рослин.

## Історія
Астраханський заповідник не лише перший створений в області, але й перший створений у країні після революції. Він був організований 11 квітня 1919 року рішенням громадської Вченої комісії при Астраханському університеті. Статус державного значення був наданий згідно з постановою Ради Народних Комісарів РРФСР від 24 листопада 1927 року. Тоді ж було затверджене перше положення, яке визначило структуру та територію заповідника загальною площею 22800 га.
Постановою ВЦВК від 10 лютого 1935 року було введено нове положення про Астраханський заповідник, за яким враховувалось динаміку південних кордонів по мірі відступу Каспійського моря. В результаті цього площі території зросла до 63400 га, а пізніше і до 66816 га. 1975 року територія заповідника була віднесена до водно-болотних угідь міжнародного значення за Рамсарською конвенцією. 1984 року заповіднику був наданий статус біосферного, він був включений до міжнародної мережі біосферних резерватів.

## Склад
Заповідник розташований на території трьох районів Астраханської області: Камизяцького, Ікрянинського та Володарського; складається із 3 кластерів (ділянок):
- Дамчицький — розташований на заході дельти. Площа 30050 га, з яких акваторія — 9430 га;
- Обжорівський — розташований на сході дельти. Площа 28407 га, з яих акваторія — 2550 га;
- Трьохізбинський — розташований в центральній частині дельти. Площа 9460 га, з яких акваторія — 232 га.

Загальна площа заповіднику становить 67917 га, з яких на акваторію припадає 12212 га.
Охоронна зона заповідника проходить уздовж східної водної межі Обжорівського кластера (15000 га) та південної водної межі Дамчицького кластера (6000 га). Ці межі були затверджені рішенням Астраханського облвиконкому від 1 червня 1976 року № 342. Сухопутна межа проходить уздовж кордонів всіх трьох кластерів (10000 га) і затверджена рішенням Астраханського облвиконкому від 6 грудня 1982 року № 713. Загальна площа охоронної зони становить 31000 га.

## Біоценоз

### Флора

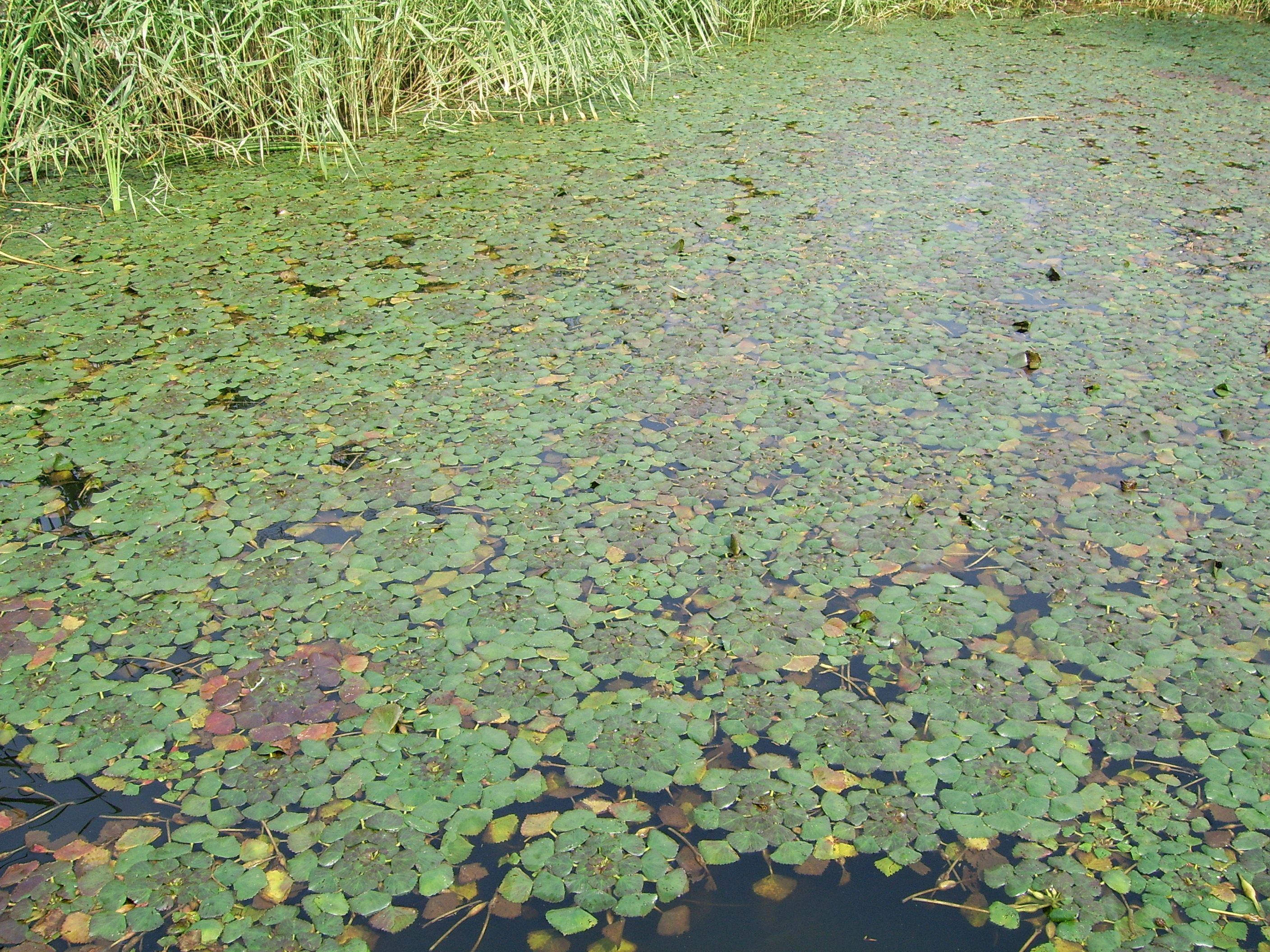
Водяний горіх

Рослинний світ заповідника унікальний через свою різноманітність рослинних угрупувань, які сформувались в інтразональних умовах. На сьогодні резерват є місцем збереженням флористичного та ценотичного багатства рослинного світу, він забезпечує оптимальне функціонування рослинних угрупувань. Всього флора заповідника представлена 314 видами судинних рослин, з яких 4 види занесені до Червоної книги Росії — лотос каспійський (Nelumbo speciosum), водяний горіх(rápa nátans), марсілея єгипетська (Marsilea aegyptiaca) та альдрованда міхуриста (Aldrovanda vesiculosa). У великих кількостях зростають також рдесник, очерет та рогіз.

### Фауна

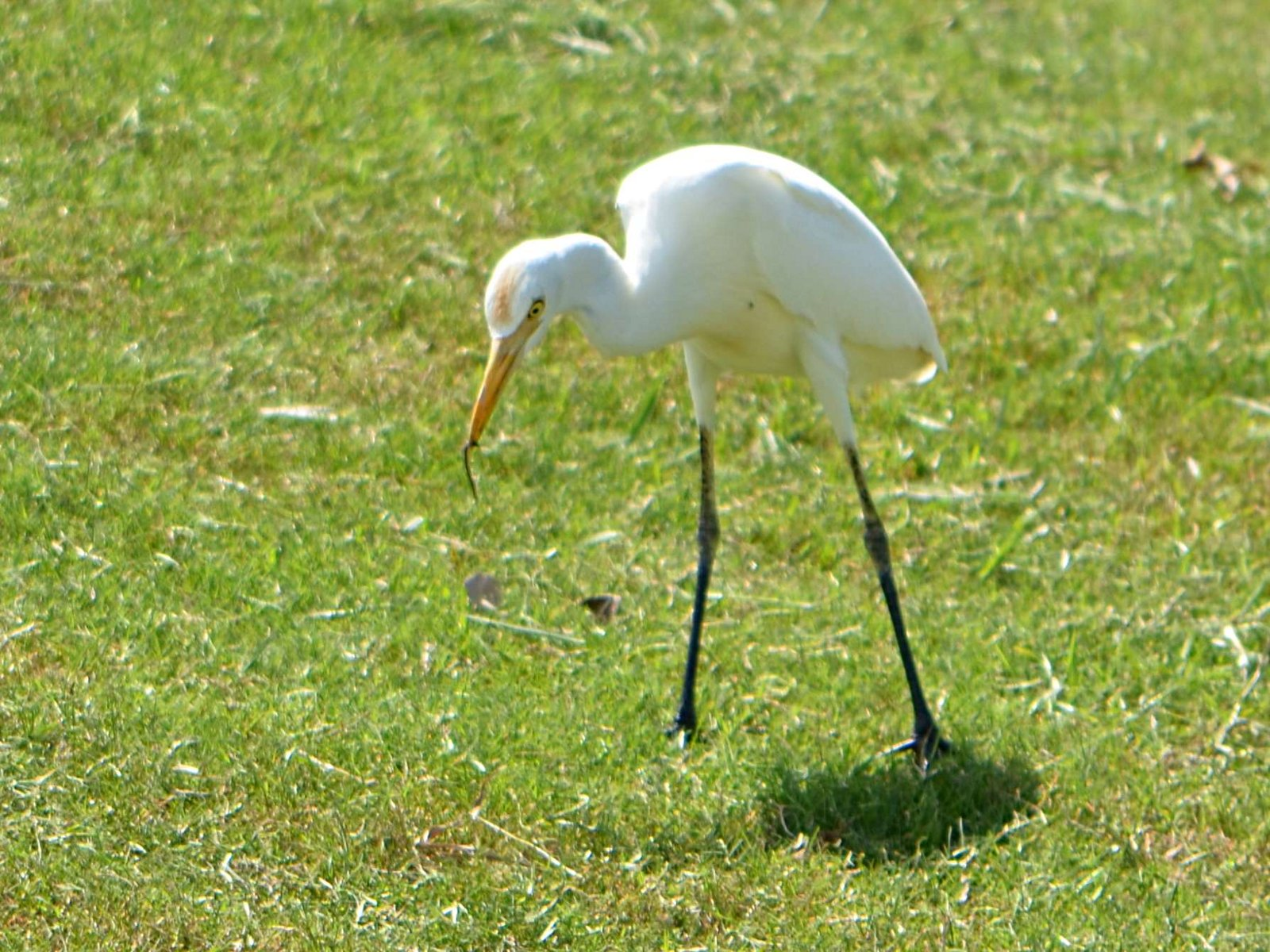
Чапля єгипетська

Всього на території заповідника мешкає 280 видів птахів, з яких 72 види є рідкісними. Серед рідкісних 40 видів гніздиться, 22 види зустрічається під час перельотів і 10 видів є залітними і з'являються зрідка. Основу місцевої орнітофауни складають водно-болотні птахи, які гніздяться на деревах або в очеретно-рогозових заростях. Понад 30 видів представлені лісовими птахами і лише 3 види належать до лучних екосистем та синантропів. Під час перельотів тут зупиняються птахи, занесені до Міжнародної Червоної книги: журавель білий (Grus leucogeranus), пелікан кучерявий (Pelecanus crispus), баклан малий (Phalacrocorax pygmaeus), косар, чапля єгипетська (Bubulcus ibis).
У водоймах на території резервату водиться 60 видів риб: осетрові (білуга, осетер, севрюга), оселедцеві (пузанок каспійський (Alosa caspia), оселедець волзький (Alosa volgensis), чорноспинка (Alosa kessleri)), коропові (вобла, лящ, сазан, краснопірка звичайна, головень європейський, жерех, чехоня, карась сріблястий), щука, судак, окунь, бички, колючка триголкова.
Ссавців у заповіднику нараховується всього 17 видів, з яких звичними є лише 12: кабан, вовк, лисиця, видра, горностай, щур водяний, миша-крихітка.